# 宮村達男
宮村 達男（みやむら たつお、1944年6月27日 - ）は、日本の医学者。学位は、医学博士（新潟大学・1976年）。元国立感染症研究所所長。瑞宝重光章受章。父は細菌学者の宮村定男。

## 人物・経歴
新潟県生まれ。新潟大学医学部卒業。1976年新潟大学より医学博士の学位を取得。国立感染症研究所ウイルス第二部部長等を経て、2006年から国立感染症研究所所長を務めた。2010年退官。2013年厚生労働省厚生科学審議会会長代理。平成26年秋の叙勲で瑞宝重光章受章。専門はウイルス学。2000年野口英世記念医学賞受賞。